# 5498 Густафсон
5498 Густафсон (5498 Gustafsson) — астероїд головного поясу, відкритий 16 березня 1980 року.
Тіссеранів параметр щодо Юпітера — 3,615.